# 博思学校
博思学校（英語：The Bolles School）是一所美国的私立大学预科走读制与寄宿制学校，位于佛罗里达州杰克逊维尔。学校设有初级部（包括学前班）、初中和高中，在杰克逊维尔周边分布着4个校区，现有学生1600人。 该学校创建于1933年，起初是一所男子军校。1962年，该校不再教授军事课程。并于1971年开始实行男女同校制度。学校的一些体育运动项目被运动画刊评为佛罗里达州高中体育协会最佳项目。